# 費德里科·拉雷多·布魯
費德里科·拉雷多·布魯（西班牙語：Federico Laredo Brú，1875年4月23日—1946年7月7日）是古巴政治人物，古巴革命黨的成員，1936年至1940年擔任古巴總統。